# 슈테파노 첼로치
슈테파노 첼로치(Stefano Celozzi, 1988년 11월 2일, 귄츠부르크 ~)는 이탈리아계 독일인의 전 축구 선수로, 과거 수비수로 활약했다.

## 경력

### 클럽 경력
지역 클럽에서 축구를 시작한 뒤, 재능을 인정받은 그는 SSV 울름 1846으로 이적하였고, 이후 2005년에는 FC 바이에른 뮌헨의 유소년팀에 합류하였다. 그는 리저브 팀에서 짧은 시간안에 승격되는데 성공하여 2005년 8월에 불과 16세의 나이로 FC 바이에른 리저브팀이 속한 레기오날리가 데뷔전을 치루었다. 이어지는 세 시즌간, 첼로치는 뮌헨 리저브팀 소속으로 81경기 출장하여, 3골을 득점하였다. 그는 2007-08 시즌을 앞두고 1군에 승격하였으나, 단 한번도 1군 경기에 출장하지 못하고, 리저브 팀 경기에만 주전으로 출장하였다.
2008년 7월, 첼로치는 카를스루에 SC로 이적하여 2008년 8월 10일에 2008-09 시즌의 DFB-포칼 1라운드에 출장하였다. 포칼 1라운드 상대는 SpVgg 안스바흐였다. 2008년 8월 16일, 첼로치는 VfL 보훔전에서 분데스리가 데뷔전을 치루었다. 다음 해, 카를스루에가 강등된 후, 첼로치는 VfB 슈투트가르트로 이적하였다.

### 국가대표팀 경력
첼로치는 U-16과 U-18의 독일 청소년 국가대표팀 경기에 출장하였고, 2009-10 시즌에는 U-21 국가대표팀 소속으로 3경기 출장하였다.